# سری آ ۲۴–۲۰۲۳
سری آ ۲۴–۲۰۲۳ که به دلیل حامی مالی آن به عنوان سری آ TIM شناخته می‌شود، ۱۲۲ مین دوره از سطح اول فوتبال در ایتالیا، ۹۲ مین دوره از این مسابقات در قالب رقابت‌های دوره‌ای و چهاردهمین فصل از زمان تشکیل آن تحت نظارت کمیته اجرایی لیگ، لگا سری آ بود.
ناپولی به عنوان مدافع قهرمانی پا به عرصه رقابت‌های این فصل گذاشت.

## تیم‌ها

### ورزشگاه‌ها و مکان‌ها
به‌روز شده در ۱ مه ۲۰۲۳
| تیم        | محل      | ورزشگاه                       | گنجایش |
| ---------- | -------- | ----------------------------- | ------ |
| آتالانتا   | برگامو   | ورزشگاه اتلتی آتزوری دیتالیا  | ۲۱٬۰۰۰ |
| بولونیا    | بولونیا  | ورزشگاه رناتو دال آرا         | ۳۶٬۴۶۲ |
| فروزینونه  | فروزینون | بنیتو استایرپ                 | ۱۶٬۲۲۷ |
| فیورنتینا  | فلورانس  | استادیوم آرتمیو فرانچی        | ۴۳٬۱۴۷ |
| اینترمیلان | میلان    | سن سیرو                       | ۷۵٬۹۲۳ |
| یوونتوس    | تورین    | ورزشگاه یوونتوس               | ۴۱٬۵۰۷ |
| لاتزیو     | رم       | ورزشگاه المپیکو               | ۷۰٬۶۳۴ |
| مونزا      | مونزا    | استادیوم بریانتئو             | ۱۵٬۰۳۹ |
| میلان      | میلان    | سن سیرو                       | ۷۵٬۹۲۳ |
| ناپولی     | ناپل     | ورزشگاه دیگو آرماندو مارادونا | ۵۴٬۷۲۶ |
| آ.اس. رم   | رم       | ورزشگاه المپیکو               | ۷۰٬۶۳۴ |
| ساسولو     | ساسولو   | ماپی – چیتا دل تریکولوره      | ۲۱٬۵۲۵ |
| تورینو     | تورین    | ورزشگاه المپیک گرانده تورینو  | ۲۸٬۱۷۷ |
| اودینزه    | اودینه   | استادیوم فریولی               | ۲۵٬۱۴۴ |

| تعداد تیم‌ها | منطقه               | تیم(ها)                             |
| ----------- | ------------------- | ----------------------------------- |
| ۴           | لمباردی             | آتالانتا، اینترمیلان، میلان و مونزا |
| ۳           | لاتزیو              | لاتزیو، رم و فروزینونه              |
| ۲           | پیمونت              | یوونتوس و تورینو                    |
| ۲           | امیلیا-رومانیا      | بولونیا و ساسولو                    |
| ۱           | کامپانیا            | ناپولی                              |
| ۱           | توسکانی             | فیورنتینا                           |
| ۱           | فریولی ونتزیا جولیا | اودینزه                             |

## جدول لیگ
| رتبه | تیم                           | بازی | برد | مساوی | باخت | گل زده | گل خورده | گل تفاضل | امتیاز | صعود یا سقوط               |
| ---- | ----------------------------- | ---- | --- | ----- | ---- | ------ | -------- | -------- | ------ | -------------------------- |
| ۱    | باشگاه فوتبال اینتر میلان (C) | ۳۸   | ۲۹  | ۷     | ۲    | ۸۹     | ۲۲       | ۶۷+      | ۹۴     | لیگ قهرمانان اروپا ۲۵–۲۰۲۴ |
| ۲    | باشگاه فوتبال آ.ث. میلان      | ۳۸   | ۲۲  | ۹     | ۷    | ۷۶     | ۴۹       | ۲۷+      | ۷۵     | لیگ قهرمانان اروپا ۲۵–۲۰۲۴ |
| ۳    | باشگاه فوتبال یوونتوس         | ۳۸   | ۱۹  | ۱۴    | ۵    | ۵۴     | ۳۱       | ۲۳+      | ۷۱     | لیگ قهرمانان اروپا ۲۵–۲۰۲۴ |
| ۴    | باشگاه فوتبال آتالانتا        | ۳۸   | ۲۱  | ۶     | ۱۱   | ۷۲     | ۴۲       | ۳۰+      | ۶۹     | لیگ قهرمانان اروپا ۲۵–۲۰۲۴ |
| ۵    | باشگاه فوتبال بولونیا         | ۳۸   | ۱۸  | ۱۴    | ۶    | ۵۴     | ۳۲       | ۲۲+      | ۶۸     | لیگ قهرمانان اروپا ۲۵–۲۰۲۴ |
| ۶    | باشگاه فوتبال آ.اس. رم        | ۳۸   | ۱۸  | ۹     | ۱۱   | ۶۵     | ۴۶       | ۱۹+      | ۶۳     | لیگ اروپا ۲۵–۲۰۲۴          |
| ۷    | باشگاه ورزشی لاتزیو           | ۳۸   | ۱۸  | ۷     | ۱۳   | ۴۹     | ۳۹       | ۱۰+      | ۶۱     | لیگ اروپا ۲۵–۲۰۲۴          |
| ۸    | باشگاه فوتبال فیورنتینا       | ۳۸   | ۱۷  | ۹     | ۱۲   | ۶۱     | ۴۶       | ۱۵+      | ۶۰     | لیگ کنفرانس اروپا ۲۵–۲۰۲۴  |
| ۹    | باشگاه فوتبال تورینو          | ۳۸   | ۱۳  | ۱۴    | ۱۱   | ۳۶     | ۳۶       | ۰        | ۵۳     |                            |
| ۱۰   | باشگاه فوتبال ناپولی          | ۳۸   | ۱۳  | ۱۴    | ۱۱   | ۵۵     | ۴۸       | ۷+       | ۵۳     |                            |
| ۱۱   | باشگاه فوتبال جنوآ            | ۳۸   | ۱۲  | ۱۳    | ۱۳   | ۴۵     | ۴۵       | ۰        | ۴۹     |                            |
| ۱۲   | باشگاه فوتبال مونتزا          | ۳۸   | ۱۱  | ۱۲    | ۱۵   | ۳۹     | ۵۱       | ۱۲−      | ۴۵     |                            |
| ۱۳   | باشگاه فوتبال هلاس ورونا      | ۳۸   | ۹   | ۱۱    | ۱۸   | ۳۸     | ۵۱       | ۱۳−      | ۳۸     |                            |
| ۱۴   | باشگاه فوتبال لچه             | ۳۸   | ۸   | ۱۴    | ۱۶   | ۳۲     | ۵۴       | ۲۲−      | ۳۸     |                            |
| ۱۵   | باشگاه فوتبال اودینزه         | ۳۸   | ۶   | ۱۹    | ۱۳   | ۳۷     | ۵۳       | ۱۶−      | ۳۷     |                            |
| ۱۶   | باشگاه فوتبال کالیاری         | ۳۸   | ۸   | ۱۲    | ۱۸   | ۴۲     | ۶۸       | ۲۶−      | ۳۶     |                            |
| ۱۷   | باشگاه فوتبال امپولی          | ۳۸   | ۹   | ۹     | ۲۰   | ۲۹     | ۵۴       | ۲۵−      | ۳۶     |                            |
| ۱۸   | باشگاه فوتبال فروزینونه (R)   | ۳۸   | ۸   | ۱۱    | ۱۹   | ۴۴     | ۶۹       | ۲۵−      | ۳۵     | سقوط به Serie B            |
| ۱۹   | باشگاه فوتبال ساسولو (R)      | ۳۸   | ۷   | ۹     | ۲۲   | ۴۳     | ۷۵       | ۳۲−      | ۳۰     | سقوط به Serie B            |
| ۲۰   | باشگاه فوتبال سالرنیتانا (R)  | ۳۸   | ۲   | ۱۱    | ۲۵   | ۳۲     | ۸۱       | ۴۹−      | ۱۷     | سقوط به Serie B            |

1. ↑  Serie A gained an additional Champions League place as a result of Italy finishing as one of the two associations with the highest coefficient points in 2023–24.
2. ↑  Since the winners of the جام حذفی فوتبال ایتالیا ۲۴–۲۰۲۳, Juventus, qualified for the Champions League, the Europa League berth awarded to the Coppa Italia winners was passed to the seventh-placed team, and the Conference League berth was passed to the eighth-placed team.
3. 1 2  Torino finished ahead of Napoli on head-to-head points: Torino 3–0 Napoli, Napoli 1–1 Torino.
4. 1 2  Hellas Verona finished ahead of Lecce on head-to-head points: Hellas Verona 2–2 Lecce, Lecce 0–1 Hellas Verona.
5. 1 2  Cagliari finished ahead of Empoli on head-to-head points: Cagliari 0–0 Empoli, Empoli 0–1 Cagliari.